# Borislav Stanković
Borislav Stanković (en serbio: Борислав Станковић), (Bihać, Yugoslavia, 9 de julio de 1925-Belgrado; 20 de marzo de 2020) fue un jugador y entrenador de baloncesto serbio, además de dirigente de diferentes organismos deportivos internacionales y de ostentar hasta su fallecimiento, el cargo de secretario general emérito de la Federación Internacional de Baloncesto. También era conocido como Bora.

## Historia
Stanković nació en 1925 en la ciudad de Bihać, población de la actual Bosnia-Herzegovina, pero que en aquellos entonces era parte del reino de Yugoslavia. Después de la Segunda Guerra Mundial se trasladó a Belgrado donde se graduó como veterinario por la Universidad de Belgrado.
Simultaneó sus estudios con la práctica profesional del baloncesto, militando en las filas del Estrella Roja de Belgrado llegando a ser un habitual de la selección yugoslava durante la primera mitad de los años 50 con la que disputó un total de 36 partidos, llegando a ser parte del combinado plavi que participó en el primer Campeonato del Mundo celebrado en Buenos Aires en 1950. 
Una vez dio por concluida su etapa como jugador, entrenó al OKK Belgrado durante 10 temporadas consecutivas (1953-63), donde tuvo a sus órdenes a jugadores míticos como Radivoj Korać, y llevando al equipo a la consecución varios títulos nacionales de liga y copa. En 1965 se marchó a Italia donde acabó entrenando al Pallacanestro Cantú desde 1966 hasta 1969.
Toda la vida de Stankovic estuvo relacionada de una u otra forma con el mundo del baloncesto, y tras dejar el mundo de los banquillos formó parte de diversas organizaciones como el Comité Olímpico Yugoslavo, el Comité Olímpico Internacional, el Comité de Sabios del Basketball Hall of Fame y sobre todo como colaborador de la FIBA del que fue su secretario general entre 1976 y 2002.
Stankovic fue incluido en el Basketball Hall of Fame por sus contribuciones al mundo del baloncesto y por idénticos motivos fue incluido en el Salón de la Fama de la FIBA en 2008.
La FIBA decidió poner su nombre al torneo anual que creó en 2005 para promocionar el deporte del baloncesto en China que se bautizó como Copa Continental Stankovic.
Falleció el 20 de marzo de 2020 en su domicilio de Belgrado a los noventa y cuatro años.

## Palmarés

### Jugador
- 2 veces campeón de la Liga de baloncesto de Yugoslavia (1946 y 1957) con el Estrella Roja de Belgrado.

### Entrenador
- 4 veces campeón de la Liga de baloncesto de Yugoslavia (1958, 1960, 1962 y 1965) con el OKK Belgrado.
- Campeón de la Liga de baloncesto de Italia con el Pallacanestro Cantú (1968).